# Pallone col bracciale
Il pallone col bracciale è uno sport di squadra e uno dei giochi nazionali italiani più antichi: fu lo spettacolo atletico più popolare in Italia sino a circa il 1921. Ai tempi dell'inaugurazione del Foro Italico, negli anni trenta, lo scultore Bernardino Boifava scelse di rappresentare un Pilibulus, ossia un giocatore con un bracciale, come atleta emblematico della Provincia di Forlì. I pallonisti professionisti dell'epoca erano tra gli atleti più ricchi nel mondo di allora: forse solo i toreri spagnoli e i lottatori giapponesi di sumo potevano rivaleggiare con i pallonisti per popolarità e ricchezza. Il "bracciale" ebbe diffusione pure in Francia, Germania, Austria, Inghilterra e Paesi Bassi. Questo sport ha varie similitudini con il tamburello, una disciplina oggi molto diffusa in Italia, che condivide con il "bracciale" la stessa origine da un gioco degli antichi Latini.

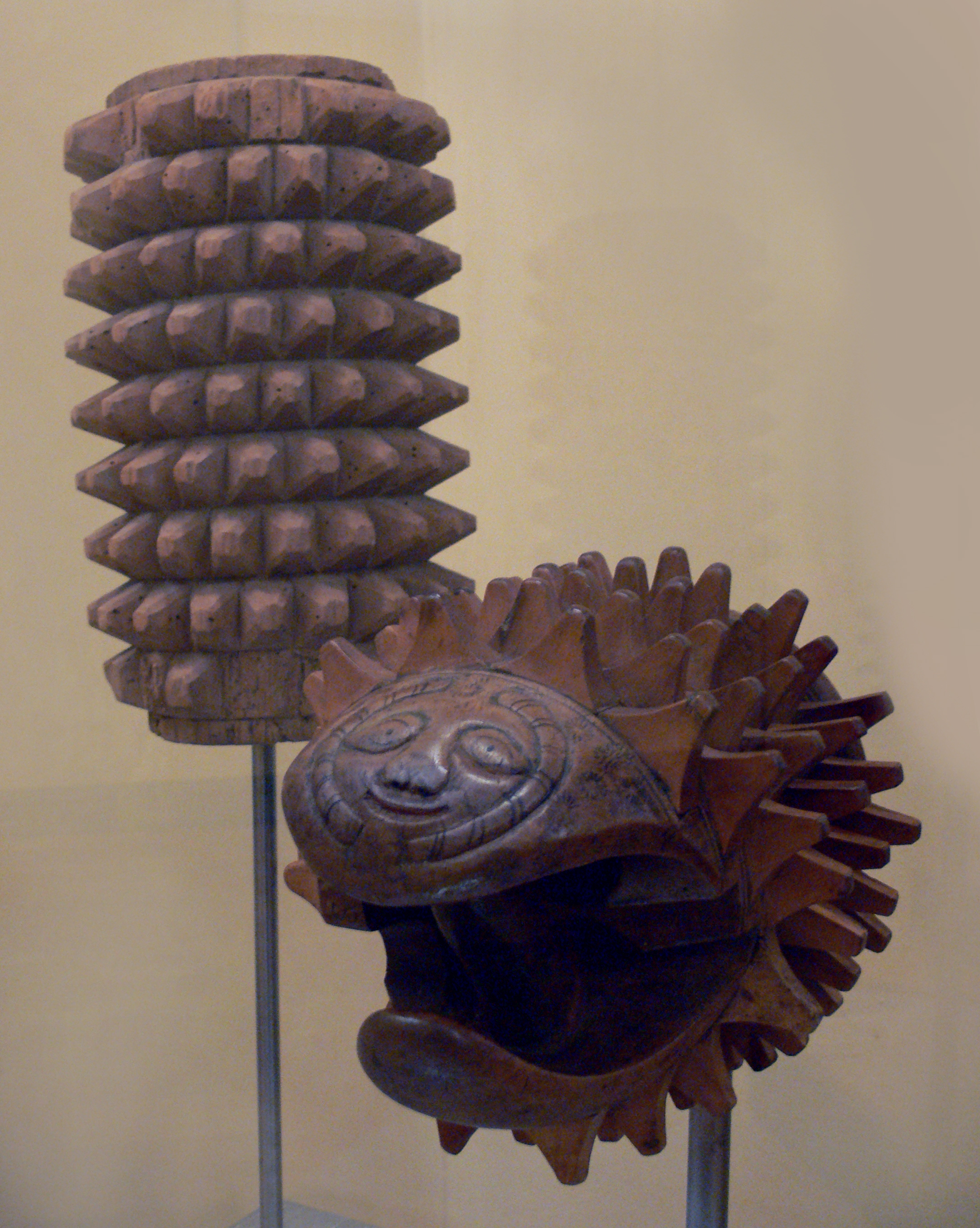
Bracciali per il gioco del pallone
Bayerisches Nationalmuseum, München

## Storia

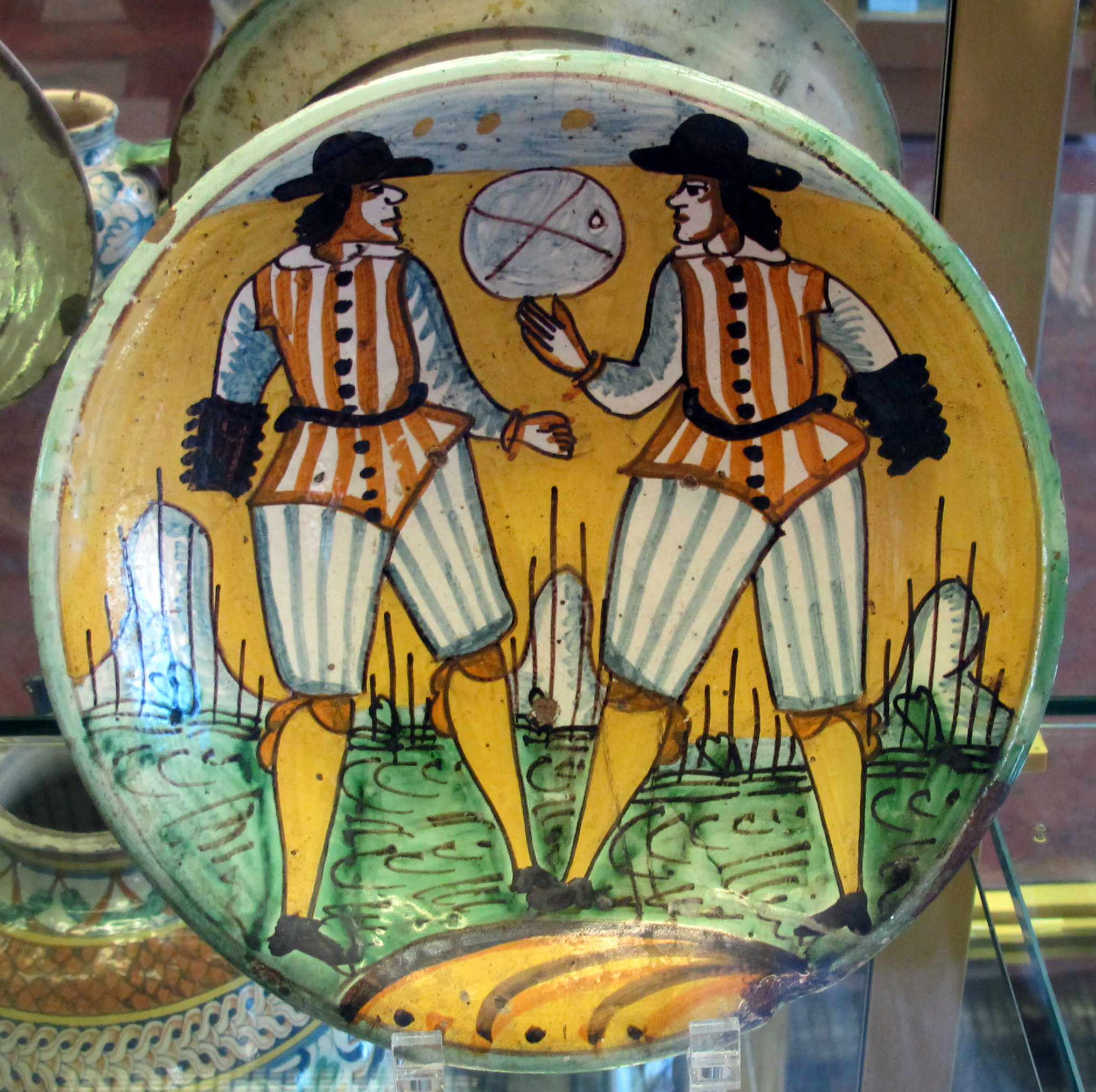
Maiolica di Montelupo, piatto con gioco del pallone al bracciale, prima metà del XVII secolo

Il gioco del pallone con bracciale, derivato dalla pallacorda, cominciò ad affermarsi in Italia già a partire dal XVI secolo: infatti nel 1555 una descrizione dettagliata di questo sport fu riportata dallo scrittore Antonio Scaino nel suo libro "Trattato del giuoco della palla", che prendeva in considerazione tutti i giochi con la palla praticati nelle regioni italiane dell'epoca.
Per oltre quattro secoli questa disciplina atletica è stata la protagonista indiscussa degli sport sferistici nella penisola italiana, almeno per quanto riguarda l'Italia centro-settentrionale, fino a toccare nel XIX secolo i vertici massimi del consenso e della popolarità pure nell'Italia meridionale, divenendo quindi un elemento unificante e rappresentativo della nuova nazione italiana in qualità di sport nazionale.

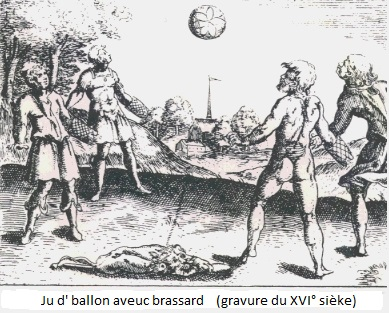
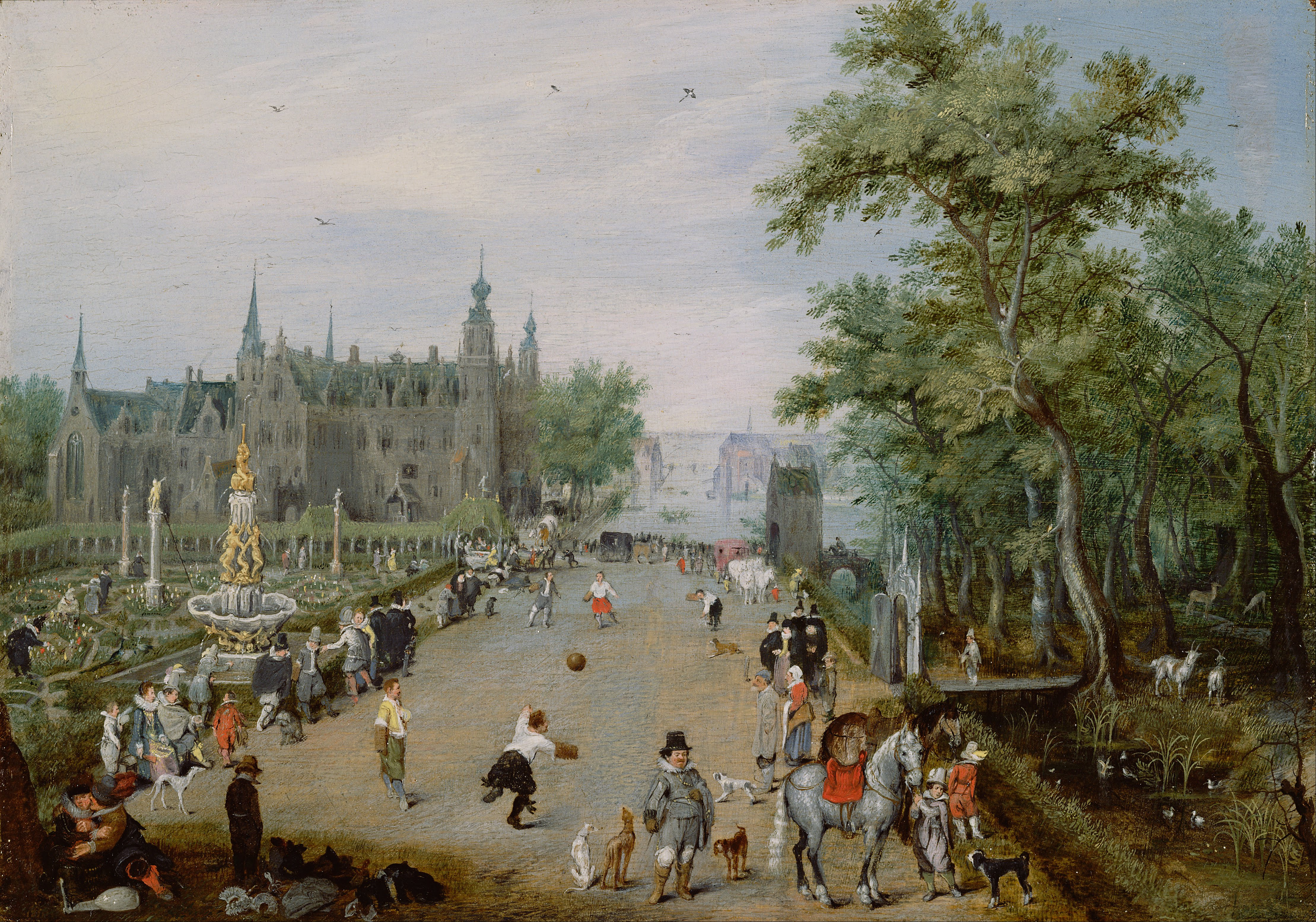
Adriaen van de Venne, Pallone con bracciale davanti a un castello alla campagna
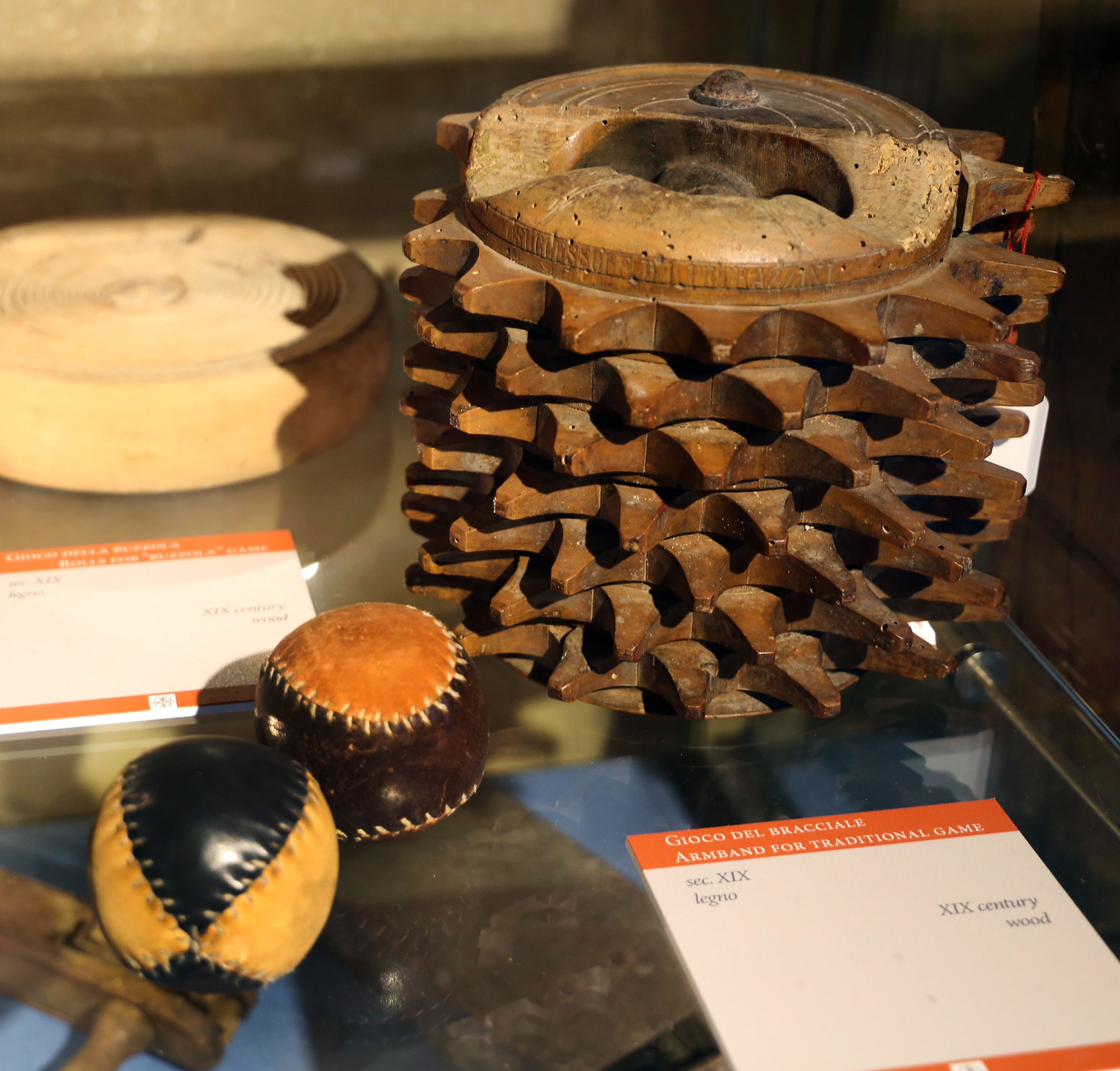
Un bracciale del XIX secolo con relative palle

Notevole impulso a questo sport diede la Toscana, tanto che una specialità di gioco era chiamata anche bracciale grande o toscano. Un impressionante numero di giocatori professionisti erano toscani: basti pensare che nell'Ottocento il comune di Poggibonsi contava, come racconta De Amicis, ben diciassette pallonisti di professione; inoltre a questa regione si deve soprattutto il merito di avere dettato, agli inizi del XIX secolo, le nuove regole di gioco che contribuirono alla trasformazione del pallone da passatempo o gioco di piazza a vero e proprio spettacolo pubblico. Altra zona importante del bracciale è quella marchigiana: nel XX secolo la cittadina di Mondolfo (PU) era la patria di tanti campioni, al punto che fu chiamata la capitale del gioco di pallone a bracciale da S. Iacomuzzi nella "Enciclopedia degli sport" edita nel 1965.
Altre terre fertili per il bracciale furono Piemonte, Emilia-Romagna e Lazio: tra le statue del Foro Italico la provincia di Forlì è rappresentata appunto da questo sport. In queste regioni nacquero giocatori celeberrimi, che per classe e personalità non furono inferiori ai toscani quindi si guadagnarono nella loro carriera onori, fama e soprattutto somme di denaro così considerevoli da fare invidia ai fuoriclasse del tennis, golf e automobilismo attuali. Infatti il mitico Carlo Didimi da Treia ossia il garzon bennato cantato da Leopardi, nel maggio del 1830 richiedeva per una sua esibizione un compenso pari a non meno di 600 scudi romani mentre un maestro elementare dello Stato Pontificio intascava dai 25 ai 60 scudi all'anno. Difatti l'attività professionale di questa disciplina atletica, specialmente durante l'Ottocento e la prima metà del secolo scorso, fu organizzata da imprenditori capaci e appassionati, che ingaggiavano gli atleti come fossero attori; praticamente diverse squadre dipendevano da una stessa società gestita da un'impresa che retribuiva i giocatori e programmava i loro tornei, quindi un titolare d'impresa, ossia impresario, organizzava tornei nei quali si fronteggiavano le sue squadre concedendo poi un premio vittoria in denaro alla compagine vincente: con questo sistema, varie imprese allestirono tornei in molte nazioni, tra le quali Francia, Regno Unito, USA, Argentina, Egitto. Per fare un confronto con ingaggi attuali, si consideri che un bravo atleta come Silvio Bencini, detto Braccioni,  guadagnava nel 1905 a 25 anni la favolosa somma di £ 42, che sono circa € 180 attuali, al giorno e solo per il contratto, pure quando non giocava a causa d'infortunio o malattia, oltre ai premi per vittorie e partite di esibizione: infatti i professionisti giocavano quotidianamente o quasi.
Venivano costruiti appositi impianti di gioco, detti sferisteri, che potevano ospitare migliaia di persone. Verso la fine dell'Ottocento, con la vulcanizzazione della gomma, furono fabbricati i primi palloni in questo materiale, che permisero di sostituire il bracciale con una protezione più leggera di strisce in stoffa e cuoio. Fu così che il bracciale si divise nelle due specialità: quella nuova del pallone piccolo o piemontese, diventata in seguito "pallone elastico" poi pallapugno, e quella tradizionale del pallone grosso o toscano che per tre secoli fu il gioco più praticato in tutta la Penisola destando l'interesse di Wolfgang Goethe (che ne parla in Viaggio in Italia), Karl Philipp Moritz, Christian Joseph Jagemann, Richard Colt Hoare, Jacob Burckhardt, William Wetmore Story, Giacomo Leopardi (A un vincitore nel pallone), Edmondo De Amicis (Gli azzurri e i rossi), Giuseppe Baretti, Alessandro Verri, Antonio Canova, Corrado Ricci, Anton Francesco Grazzini, Ottavio Rinuccini, Gabriello Chiabrera, Jacopo Taruffi, Tommaso Grossi, Gioachino Belli, Michele Romano, Michelangelo Mariani, Aleardo Aleardi, Angelo Brofferio, Ettore Nunzi, Beniamino Gigli.
Nella seconda metà del XX secolo però arrivò l'inesorabile declino e il gioco del bracciale si avviò sul viale del tramonto. I nuovi sport britannici, esportati dai marinai inglesi in tutto il mondo, arrivarono anche in Italia, travolgendo tutti gli sport sferistici di origine latina che sino ad allora l'avevano fatta da padroni. Nonostante tutto il bracciale e altre discipline sferistiche sono stati sempre praticati nel secolo scorso in tutta Europa e gran parte del mondo; dall'inizio di questo secolo le tante federazioni internazionali hanno deciso di rinnovare e unificare i regolamenti conseguendo un favore popolare notevole.
| Trattato del Giuoco della Palla (Antonio Scaino de Salò - 1555) | Pallone, pompa e bracciale (Trattato del Giuoco della Palla - Antonio Scaino de Salò - 1555) |

## Regole

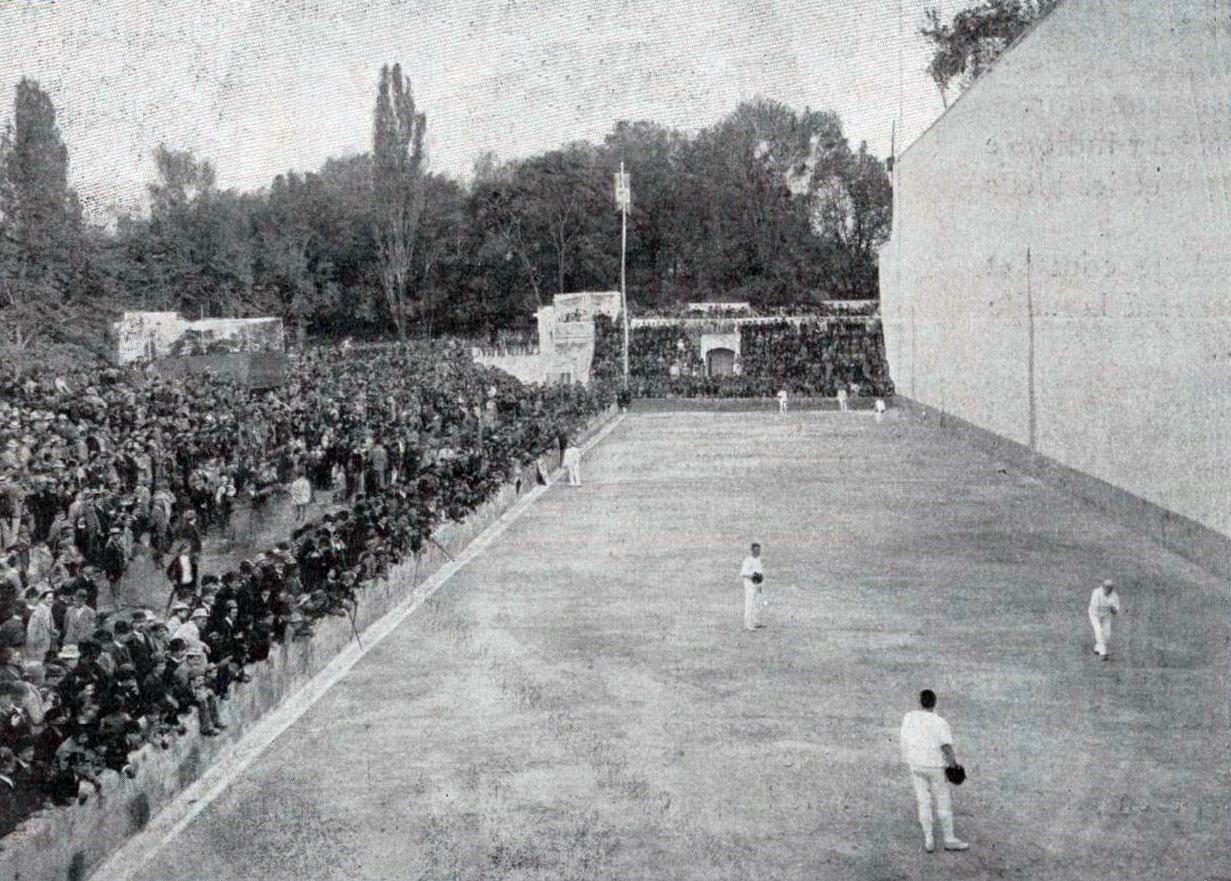
Una partita di fine Ottocento a Firenze

Il bracciale è una sorta di manicotto, generalmente di noce, ricavato sempre da un unico pezzo di legno scavato in modo tale da adattarsi quanto più possibile alla mano e al polso del giocatore, munito di sette cerchi contornati di denti o punte di sorbo o corniolo, a piramide smussata, per un totale di 105 punte; il peso è di circa un chilo nella versione piemontese, di due chili in quella toscana, ma si usa anche un tipo di bracciale senza punte in una disciplina detta pillotta. La palla, formata da otto spicchi in pelle di manzo opportunamente conciata, ha una circonferenza di 39 centimetri circa e un peso di tre etti, mentre nella classica versione toscana il pallone ha diametro 31 centimetri e peso 750 grammi. Il campo di gioco misura mediamente 80 metri in lunghezza e 16 metri in larghezza e può essere affiancato dal muro di ribattuta, alto intorno ai 16–18 metri.
In un campo con muro di appoggio giocano tre giocatori per ciascuna squadra, denominati battitore, spalla e terzino, mentre nei campi senza muro di appoggio, definiti campi alla lizza, quattro atleti formano ciascuna squadra, essendoci due terzini. Al battitore spetta il compito d'iniziare il gioco con la battuta della palla che gli viene lanciata con perfetto tempismo dal mandarino: quest'ultimo, in passato, veniva spesso reclutato tra i migliori giocatori di bocce della città; la sua abilità consiste infatti, oltreché nella suddetta scelta di tempo, anche nella precisione con la quale deve lanciare la palla nel supposto punto d'impatto con il bracciale. Normalmente, ma non sempre, il battitore prende la rincorsa su una tavola in legno che sta inclinata grazie a un supporto sul terreno: tale tavola, lunga quasi due metri, si chiama trampolino o trappolino e serve per dare slancio all'azione del battitore. Quanto alla spalla e al terzino, il loro compito è quello di rimandare la palla.
Altre modalità di gioco dei professionisti sono:
- due contro due con cordino o rete in aria
- uno contro uno con cordino o rete in aria.

L'incontro si svolge nel modo seguente: battuta la palla e commesso il primo errore, la squadra che si aggiudica il primo scambio conquista i primi 15 punti ai quali si aggiungono, sempre nel caso di vittoria, altri 15 punti, poi 10 e infine 10. Il punteggio viene, pertanto, così conteggiato: 15 - 30 - 40 - 50 ma in origine era 15 - 30 - 45 - 60. Aggiudicandosi il cinquantesimo punto la squadra vittoriosa conquista un gioco.
Nonostante la similitudine di questo punteggio con quello del tennis, le squadre, una volta giunte sul 40 pari, non proseguono con il metodo dei vantaggi, bensì vince quella che per prima si aggiudica il cinquantesimo punto. Il gioco ammette, oltreché la risposta a volo, anche quella dopo un solo rimbalzo.
I punti si fanno:
1. se il pallone oltrepassa di volo il limite del campo avversario ma entro certi limiti segnalati da paletti: in tal caso si realizza la volata;
2. se il pallone, sorpassata la metà del campo, non è raccolto dall'avversario (tale colpo viene soprannominato "volata");
3. se l'avversario manda il pallone fuori dai lati maggiori;
4. se l'avversario non manda il pallone oltre la propria metà campo.

Per due giochi consecutivi la battuta spetta alla stessa squadra. Quattro giochi formano un trampolino. L'intero incontro è costituito attualmente da tre trampolini per un totale di dodici giochi. La vittoria spetta alla squadra che totalizza il maggior numero di giochi nei tre trampolini.

## Le scommesse
Le partite di bracciale sono tradizionalmente oggetto di scommesse, come già avveniva per lo sport della pallacorda.
Il 21 maggio 1893 negli sferisteri furono introdotti i totalizzatori, già utilizzati per l'ippica, dunque il volume di denaro scommesso aumentò ulteriormente. Prima e dopo l'adozione del totalizzatore, si verificarono casi di sospetta corruzione dei pallonisti che causarono il divieto delle scommesse in vari periodi, poi le pubbliche autorità revocavano comunque tali divieti poiché chi voleva comunque scommetteva clandestinamente. Un caso significativo per valutare l'entità del denaro scommesso si verificò nel settembre 1784 quando a Finale Ligure si svolse una sfida ai 25 giochi, con premio di 100 zecchini per i vincitori, tra una squadra di Savona e un'altra composta da due atleti di Oneglia con altri due di Porto Maurizio: su quest'ultima squadra tanto puntarono i tifosi da presentarsi con una cassetta piena d'oro per un valore di circa £ 60.000; pure i sostenitori dei savonesi portarono altrettanto denaro custodito in sacchetti. Dunque si calcola che circa l'equivalente di € 500.000 fosse la posta in palio. La sfida si disputò in tre giorni giocando una partita al giorno. I savonesi vinsero la prima partita, ma persero la seconda poiché un pallonista giocò malissimo: poi si seppe che era stato corrotto con 50 écu e fu salvato dall'ira dei savonesi per la presenza dei soldati; ma fu ovviamente cacciato. Quindi i savonesi giocarono nel terzo giorno in tre contro quattro, riuscendo a pareggiare sui 22 giochi, poiché i pallonisti concordarono di non proseguire sino ai 25, precedentemente stabiliti. Comunque, furono molti gli scommettitori a rimetterci, poiché avevano puntato pure sulle singole partite e sui singoli giochi, considerando che le puntate sul risultato finale furono annullate.

## I campioni
Alla popolarità di questo sport contribuirono certamente i suoi giocatori, veri e propri personaggi dell'epoca, le figure dei quali erano accompagnate da storie che spesso finivano per diventare vere e proprie leggende. L'esperto di bracciale Leone Cungi, nel suo libro Artisti degli sferisteri pubblicato nel 2007, racconta: la celebrità degli assi del pallone non conobbe frontiere né ebbe limiti. Personaggi di ceto e di condizione diversi furono i protagonisti delle vicende di un gioco che fu per secoli lo sport italico per eccellenza; artisti di uno spettacolo che divenne espressione, per molti aspetti, della cultura della società italiana. Attori principali dell'evento agonistico che furono paragonati ai poeti da De Amicis. Caratteristici erano poi i soprannomi e gli pseudonimi affibbiati dai tifosi ai giocatori; si calcola che nei secoli scorsi abbiano giocato migliaia di professionisti: qui ricordiamo alcuni tra i più famosi e celebrati, osannati al pari degli odierni campioni olimpici e mondiali.

### Campioni attivi prevalentemente nei secoli XVI e XVII
- Francesco Armentini di Ancona
- Antonio Maria
- Cintio Venanzio di Cagli
- Ercole Sansoni di Bologna
- Antonio Cocchini

### Campioni attivi prevalentemente nel XVIII secolo
- Giuseppe Mondini
- Biagio Natali di Venezia
- Nicolò Ferrari di Ancona
- Vittorio Frusetta di Roma
- Carlo Guerra
- Pita Natalo di Udine
- Pietro Bartolini
- Giuseppe Nasino
- Gaspero Morandi
- Francesco Gragnani
- Giuseppe Mangani
- Natale Del Moro
- Giovanni Battista Marinelli
- Giuseppe Pacetti

- Matteo Romani
- Giuseppe Morticino
- Agostino Marinelli
- Giuliano Carbonelli
- Carlo Gragnani
- Vincenzo Rigoli
- Carlo Martini
- Giacomo Agnese di Oneglia
- Pietro Marinoni di Bassano del Grappa
- Gran Diavolo, Antonio Malucelli di Bassano del Grappa
- Giovanni Bastianelli di Volterra
- Domenico Berruti di Portacomaro
- Tremoto, Giuseppe Barni di Peccioli;

### Campioni attivi prevalentemente nel XIX secolo
- Carlo Didimi di Treia
- Moschino Giovanni Bastianello di Firenze
- Galinot, Filippo Gallina di Santo Stefano Belbo
- Diavolone, Angelo Donati (pallonista) di Faenza
- Diavoletto, Luigi Donati (pallonista) (fratello del precedente)
- Veneziano, Angelo Martini
- Il Moro, Giuseppe Raspollini di Poggibonsi
- Belloni, Gianni Foscaro di Poggibonsi
- Il Bimbo, Antonio Agostinelli di Mondolfo
- Rosina, Vincenzo Mantellini
- Napoleone, Lorenzo Nidiaci di Poggibonsi
- Piombo, Francesco Zappi di Faenza
- Antonio Denti
- Battista, Giuseppe Cerrato di Portacomaro
- Eugenio Cerrato
- Morfeo Bazzanti di Montevarchi

- Polifonte Puccianti
- Massimo, Domenico Marini di Sacile
- Antonio Maestrelli di Pisa
- Giovanni Ziotti di Firenze
- Giovanni Domenico Bossotto di Scurzolengo
- Il Toro, Antonio Dirani di Bagnacavallo
- Omero Carroli di Faenza
- Alessandro Banchini
- Bruno Banchini di Prato
- Giulio Mazzoni
- Dante Ulivi di Monte San Savino
- Augusto Frullani di Monte San Savino
- Giovanni Gabri
- Enrico Sconfienza

### Campioni attivi prevalentemente nel XX secolo
- Ghindo Giuseppe Filippa di Cravanzana
- El Cin, Lorenzo Amati di Santarcangelo di Romagna
- Giuseppe Lotti
- Silvio Bencini
- Balilla Magri di Roma
- Paolo Gai
- Filippo Sardi
- Gennaro Banchini
- Annibale Sassone
- Pulentina, Rodolfo Sorcinelli di Mondolfo
- Augusto Manzo
- Tullio Rotatori di Mondolfo
- Orlando Rondini di Mondolfo
- Walter Pierfederici
- Edo Cibini
- Lanfranco Silimbani di Faenza
- Gino Brachetti di Firenze
- Arnaldo Varelli di Treia
- Secondo Pellicani di Treia
- Nando Scorcella di Treia
- Enzo Scorcella di Treia
- Pietro Bartoloni di Treia

## Il bracciale oggi
Completamente dimenticato e allontanato dalle grandi città che ne avevano fatto la storia, il bracciale continuò a essere giocato in pochi comuni toscani ossia Monte San Savino, Chiusi, Torrita di Siena e Barga, delle Marche come Treia e Mondolfo, nonché Cesena, Ravenna e Faenza in Romagna. In queste zone, grazie alla passione degli abitanti questo sport è sempre stato praticato, pure negli anni recenti, in tornei di manifestazioni folcloristiche e rievocative. A Mondolfo il torneo denominato "La Cacciata" si svolgeva alla fine di luglio ed era caratterizzato da imponenti sfilate in costume cinquecentesco delle quattro contrade che disputavano il trofeo dinnanzi al Duca D'Urbino: il Castello, la Piana, il Fosso e la Barriera. Una rievocazione simile, denominata "Disfida del Bracciale", si svolge il primo fine settimana di agosto nel comune di Treia (MC): la domenica della finale è possibile vedere la rievocazione storica, dove vengono rievocati i tempi in cui Carlo Didimi (definito da molti il più forte giocatore di bracciale di tutti i tempi) si dilettava nel gioco del pallone col bracciale (orientativamente si ipotizza sia l'anno 1818, come testimoniato dalla targa nell'arena dedicata proprio al campione), e per tutta la settimana precedente si sfidano i quattro quartieri del Cassero (verde), Onglavina (giallo), Borgo (celeste) e Vallesacco  (viola) in varie categorie che comprendono Seniores, femminili e juniores e che mobilitano oltre 100 atleti dai 10 anni in poi.
Questa specialità atletica durante i secoli ha sempre avuto nei tornei il sistema per classificare squadre e giocatori, comunque dal 1936 al 1963 si svolsero i campionati italiani divisi in due categorie: una per atleti professionisti e l'altra per dilettanti; dal 1956 vi fu un'unica categoria ma alle squadre prive di professionisti erano dati vantaggi iniziali di punteggio ossia, per esempio, la partita iniziava da tre giochi a zero in favore dei dilettanti. Dal 1992, dopo la costituzione di un Comitato Nazionale, con sede a Treia, il bracciale è tornato sulla scena agonistica con la disputa, a distanza di quasi trent'anni dall'ultima edizione, del rinnovato campionato italiano.
Attualmente il pallone con bracciale è governato da un Comitato Interregionale affiliato alla F.I.P.A.P. ossia Federazione Italiana Pallapugno, disciplina associata del CONI dal 1981, che oltre pallapugno e bracciale amministra una serie di sport sferistici, tra i quali alcuni noti a livello internazionale ma poco praticati in Italia, come la palla basca, altri caratterizzati invece da una forte vocazione localistica come la palla eh! praticata nell'alta Maremma, tra le province di Siena e Grosseto, con modalità e attrezzi di gioco in tutto simili al llargues valenciano.
Dal 1981 il gioco del pallone con bracciale viene praticato anche a Chiusi in provincia di Siena nella versione denominata pillotta che, a differenza del bracciale classico, si gioca con un manicotto di superficie piatta che semplifica notevolmente l'approccio al pallone. A Chiusi Scalo annualmente, tra fine agosto e i primi di settembre, cinque squadre - Biffe (dai colori verde e arancione), Fornace (giallo e rosso), Granocchiaio (verde e bianco), Sotto Grottone (giallo e nero) e Mar Nero (blu e nero) - rappresentanti delle cinque contrade in cui è diviso il paese si contendono un apposito trofeo a forma di conca: proprio per questo, la manifestazione prende il nome di Ruzzi della Conca. Il tipo di gioco adottato si caratterizza per l'uso di una palla in gomma del peso di circa due etti e per un bracciale sagomato all'interno, onde permettervi l'inserimento della mano, del peso di 1 chilogrammo: si gioca senza l'ausilio del muro d'appoggio, in gergo tecnico "alla lizza", ma con le regole del pallone con bracciale classico. Sempre dal 1981 il gioco del pallone con bracciale a Chiusi Scalo è diffuso anche tra i ragazzi sotto 15 anni, i quali si sfidano in un'unica giornata per l'assegnazione di uno specifico trofeo: tale competizione è detta braccialino. Dal 2006 viene praticato anche un torneo di pallone con bracciale per donne.

## Il gioco del bracciale in opere artistiche
Il Pallone con bracciale viene nominato nell'opera lirica del 1817 La Cenerentola di Gioachino Rossini, libretto di Jacopo Ferretti: nel secondo atto, durante il sestetto, il servo Dandini, riferendosi al ritorno al potere del proprio padrone, il Principe Ramiro, canta: "Alfine sul bracciale ecco il pallon tornò; e il giocatore maestro in aria il ribalzò".

Anche Giacomo Leopardi nei Canti dedicò una poesia al gioco del Pallone con bracciale e al campione Carlo Didimi, intitolata:
A un vincitore nel Pallone, dopo avere assistito a una partita nello Sferisterio di Macerata, costruito appositamente come stadio per il gioco del Pallone con bracciale.
Una statua imponente di tre metri in altezza e pesante sette tonnellate, che rappresenta due pallonisti, è ubicata sulla principale strada conducente a Treia: l'opera è frutto del lavoro dello scultore maceratese Sandro Piermarini e fu sistemata sulla rotatoria stradale nel 2016.
Nel film Il giovane favoloso del 2014 si vede Giacomo Leopardi che elogia Carlo Didimi dialogando con degli avventori in un'osteria di Napoli e per qualche minuto si vedono ragazzi che giocano con i bracciali a pallone nei vicoli napoletani per dimostrare come questo sport è radicato nella cultura popolare così come nella cultura dei grandi artisti italiani.

## Glossario
Ogni tipo di sport ha un suo gergo ossia una serie di termini specifici per una determinata specialità. Il bracciale non è da meno e possiede numerosi termini, alcuni particolari, che sono tutt'oggi utilizzati. Sebbene, però, va specificato, che a seconda dell'appartenenza territoriale potevano esserci variazioni e/o termini completamente nuovi. A seguire se ne riportano alcuni in ordine alfabetico:
- abbracciare- mettersi avanti un pallone in modo da poterlo colpire a braccio quasi disteso quindi si spiega il grido d'avviso a un giocatore abbraccialo appunto
- affondare- chi trovandosi vicino al cordino rimanda, senza forza, il pallone così da farlo appena passare affinché i rivali non possano rinviarlo, dicesi che lo affonda ossia che lo brucia
- "Aiuto!" - esclamazione di un giocatore per far colpire la palla al compagno dietro
- alè- dal verbo francese aller ossia vai, su presto
- allegri- invito del battitore al mandarino
- al muro- dicesi del pallone che cade vicino al muro in modo da non poterlo colpire
- appoggiare- rimandare il pallone verso il muro per accertarsi di non fare fallo
- arresto (colpo di)- quando un pallone viene veloce, basta che il giocatore gli opponga il bracciale, fermo, stringendo il pugno, con un colpo d'arresto appunto
- a te- grido al collega per avvisarlo che deve colpire il pallone; opposto di mio
- attaccato- dicesi del pallone che compie la sua parabola vicino al muro
- azzurro- un giocatore della squadra nell'usuale divisa azzurra; i rivali sono in rosso
- balzare- il rialzarsi del pallone dopo avere toccato il suolo
- battere- iniziare a giocare un punto colpendo il pallone inviato dal mandarino
- battitore- il pallonista cui spetta battere
- battuta- la parte di campo dove sta il battitore o di questi l'azione di gioco
- bollare - quando il pallone di un giocatore colpisce uno spettatore o un altro giocatore (usato spesso nelle Marche)
- brillo- il girare del pallone su sé stesso con movimento diverso dalla sua parabola ossia effetto; dicesi pure frullo quando è accentuato
- bruciare- come affondare
- buono- il pallone che non è in fallo
- cacciarolo - l'equivalente dello speaker che tiene il punteggio e proclama ad alta voce il punteggio
- calare- quando il pallone cade velocemente accorciando la parabola all'improvviso; è l'opposto di crescere
- cattivo- un pallone giocato a proprio svantaggio
- ciambella o corona- l'imboccatura e il primo giro del bracciale
- cordino- linea retta che divide in due campi uguali il suolo sul quale si gioca
- cordino in aria- spesso si disputano partite con una rete, tesa all'altezza di circa quattro metri, sopra la quale deve passare il pallone; tali partite si giocano individualmente o con due atleti per parte ossia battitore e spalla
- costola- cucitura sporgente del pallone
- crescere- quando il pallone allunga la sua traiettoria; è l'opposto di calare
- dare- respingere il pallone con il bracciale
- data- l'impostazione di gioco
- dente- è ciascuna punta del bracciale; dicesi pure bischero
- di prima- colpire il pallone prima che tocchi il suolo ossia a volo; dicesi pure di posta
- dividendo- la quota ripartita dal totalizzatore su ogni puntata scommessa sul vincitore
- entrare- quando un atleta si porta davanti il pallone durante un suo lungo volo quindi rincorrendolo velocemente
- fallo- quando il pallone finisce fuori dalle linee laterali o non supera il cordino
- frullo- è un brillo potente
- guardare- fare attenzione a un pallone che risulta insidioso con un particolare effetto
- gioco- frazione di partita composta di quattro punti realizzati, nel regolamento classico, ma di dodici battute con il totalizzatore; un trappolino comprende due o quattro giochi
- impostarsi- piazzarsi saldamente sulle gambe in modo da potere colpire bene un pallone
- lasciare- non colpire un pallone per farlo giocare a un collega o perché destinato in fallo
- libero- avviso che un atleta grida a un collega affinché giochi senza indugio
- mandarino- colui che invia il pallone al battitore non entrando nel campo di gioco o lanciandolo frontalmente al battitore (questo ruolo ha differenti varianti a seconda della tipologia di "bracciale" praticato)
- marcio- è il gioco nel quale i rivali restano a zero
- mio- opposto di a te, quando un atleta avvisa che sta per colpire il pallone
- muro- è il muro laterale d'appoggio
- musetto- parte del bracciale opposta alla ciambella
- onore- gioco supplementare disputato dopo la partita ufficiale
- palleggiare- giocare amichevolmente senza punteggio; dicesi pure di partita disputata con gioco molto falloso
- palleggio- giocata del palleggiare o scambio di colpi
- pallonata- colpo potente
- passare- quando gli atleti devono cambiare campo dopo un trappolino o il lento procedere del pallone dopo la giocata dell'affondare o bruciare
- punta(dare di)- colpire il pallone muovendo il braccio con una curva verticale, da sotto in su
- quindici- equivalente a un punto realizzato, dicesi un quindici
- rimessa o ribattuta- campo opposto a quello del battitore
- rientrare- quando il pallone sembra destinato in fallo ma poi gira restando in gioco
- rimbalzare- come balzare
- ripostare- respingere il pallone a volo
- riserva- atleta non titolare pronto a sostituire un collega infortunato
- risposta- rimandare il pallone al battitore
- rosso- atleta nell'usuale divisa rossa; i rivali sono in azzurro
- sbraccio(dare di)- colpire il pallone con largo movimento del braccio in linea quasi orizzontale come dando un violento pugno, tenendo fermo il dorso
- "se mai" o "se vuoi"- avviso che un atleta, pronto a colpire, grida a un collega che lo precede affinché questi si regoli sulla necessità di entrare sul pallone
- sotto- avvicinarsi al pallone; dicesi avanzare sotto il pallone
- sopracapo o sopramano(dare di)- modo di colpire il pallone con braccio alzato quando viene molto in alto
- sottobecco- colpire il pallone da giù in su e da destra a sinistra facendo descrivere una esse [S] al bracciale; è utile in risposta quando il pallone viene attaccato al muro
- spalla- ruolo di gioco
- spalla(dare di)- giocare di sbraccio muovendo però dorso e spalla
- spuntatura- quando il pallone è colpito con uno o due denti del bracciale anziché tre quindi schizza di fianco o contro lo stesso atleta in modo pericoloso
- tempo- colpire bene il pallone significa colpirlo in tempo ossia non presto né tardi
- terzino- ruolo di gioco
- trappolino o trampolino- frazione di partita composta di due o quattro giochi ma è pure la tavola inclinata sul suolo dove prende la rincorsa il battitore
- "va via!" - frase comunemente detta quando un pallone esce lateralmente così da scongiurare eventuali colpi da parte dei compagni di squadra
- vieni- avviso che un atleta grida a un collega per fargli colpire il pallone (simile ad "aiuto!")
- volare- realizzare un punto spingendo il pallone oltre il campo ma entro certi limiti, segnalati da asticelle
- volata- indica il punto realizzato con la giocata del volare; è uno dei colpi più spettacolari quindi si conservano statistiche riguardo ai primati dei vari campioni considerando appunto le volate[9]